# Rochdale Village

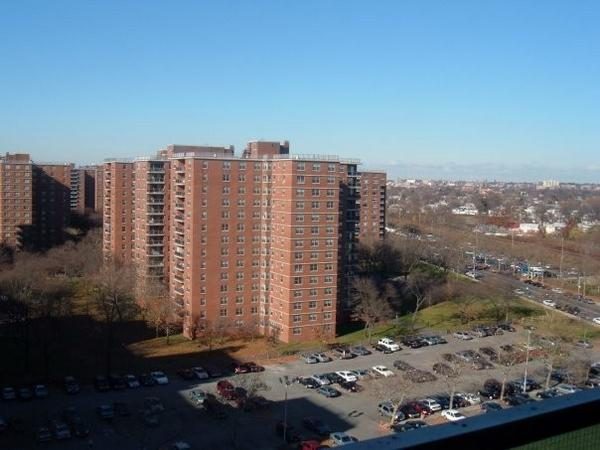
Wohnanlage Rochdale Village

Rochdale Village ist ein großes Wohnungsbauprojekt und eine Genossenschaftssiedlung im Stadtteil South Jamaica des Stadtbezirks Queens, New York City. Mit seiner Fertigstellung im Jahr 1963 war es mit 5360 Wohnungen das größte genossenschaftliche Wohnprojekt der Welt und sollte als Modell für bezahlbares und integriertes Wohnen dienen.

## Geografie
Rochdale Village liegt im südöstlichen Teil des New Yorker Stadtbezirks Queens und gehört zum sogenannten Community District 12. Die Wohnsiedlung befindet sich in der Nachbarschaft von St. Albans im Osten, South Jamaica im Westen, Locust Manor im Norden und Springfield Gardens im Süden, jenseits des Belt Parkway. Das Gebiet ist etwa zwei Meilen von der Grenze zum Nassau County und rund eine Meile nördlich des John F. Kennedy International Airport entfernt.

## Geschichte

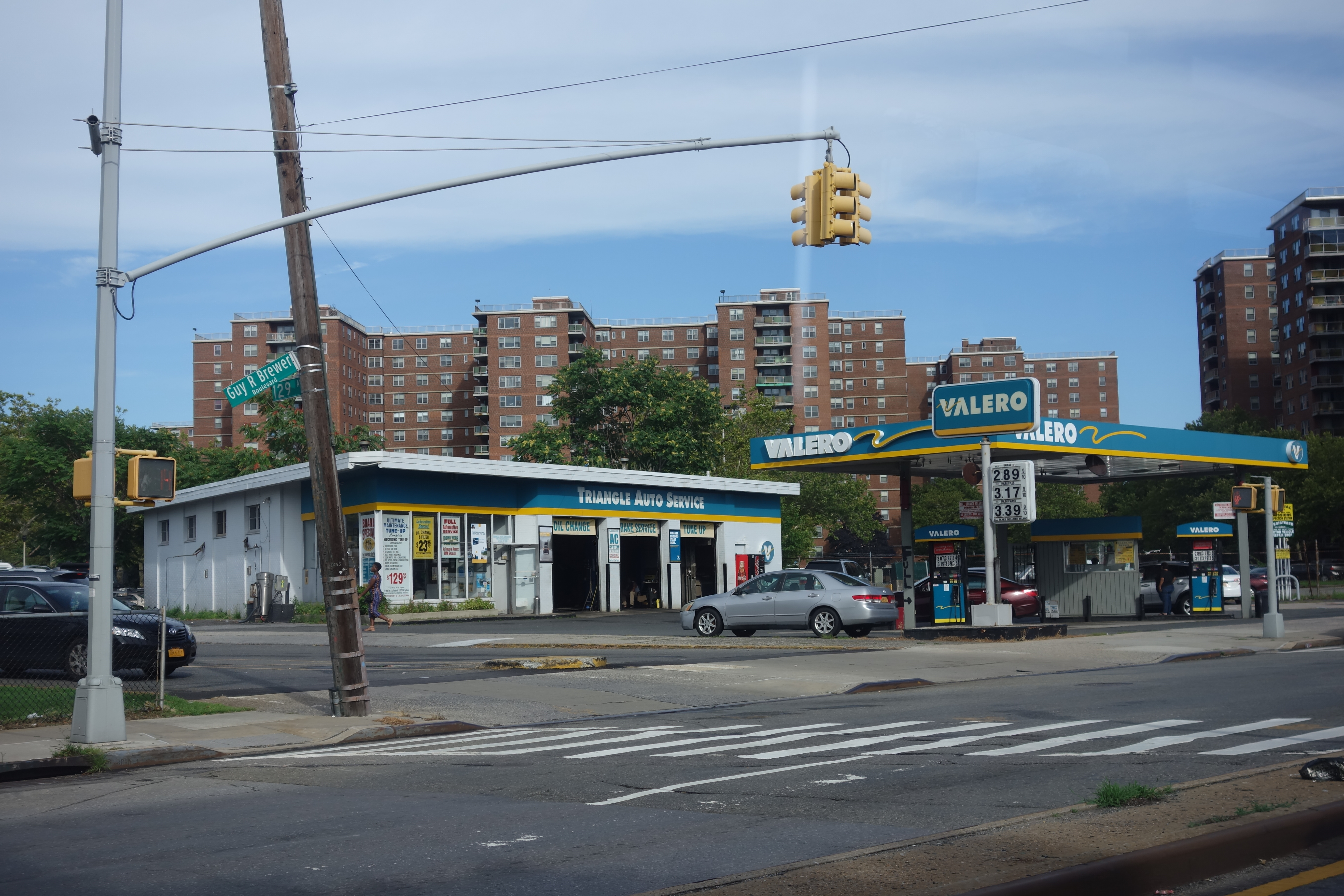
Wohnanlage Rochdale Village

Rochdale Village wurde auf dem Gelände der ehemaligen Jamaica Race Track errichtet, nachdem die Rennbahn 1959 geschlossen wurde. Die Entwicklung erfolgte unter der Leitung des einflussreichen Stadtplaners Robert Moses und wurde durch das Mitchell-Lama Housing Program gefördert, das bezahlbaren Wohnraum für einkommensschwache und mittlere Haushalte schaffen sollte. Die United Housing Federation, mit Wurzeln in der jüdischen Arbeiterbewegung, war maßgeblich an der Planung beteiligt.
Die Architektur von Rochdale Village wurde von Herman Jessor entworfen, der sich am Ideal der „Stadt in der Stadt“ orientierte und viel Grün- und Freiflächen einplante.
Von Anfang an war Rochdale Village als integratives Wohnprojekt konzipiert. Bei der Eröffnung waren 10 % der Wohnungen für People of Color reserviert, was damals als fortschrittlich galt.  Proteste rund um Rochdale Village fanden vor allem während der Bauphase Anfang der 1960er Jahre statt. Hintergrund war, dass die Baugewerkschaften, die für den Bau des als Modellprojekt für Integration geplanten Wohnkomplexes zuständig waren, ausschließlich weiße Arbeiter beschäftigten. Dies führte zu einem fast dreimonatigen Protest im Sommer 1963, der von der NAACP, CORE und interreligiösen Gruppen organisiert wurde. Die Demonstranten setzten verschiedene Formen des zivilen Ungehorsams ein, um auf die Ausgrenzung schwarzer Bauarbeiter aufmerksam zu machen. Einer der führenden Köpfe war William H. Booth, Präsident der New Yorker NAACP. Er und 23 weitere Demonstranten wurden an einem Tag festgenommen, nachdem sie versucht hatten, Bauarbeiten zu blockieren. Die Anklagen wegen „disorderly conduct“ wurden später fallengelassen. Die Proteste waren Teil der größeren Bürgerrechtsbewegung und richteten sich gegen Rassendiskriminierung im Arbeitsmarkt und im Wohnungsbau. Sie gelten als wichtiger Beitrag zur Sichtbarmachung struktureller Ungleichheit in New York City und haben die weitere Entwicklung von Rochdale Village und die Diskussion um Integration maßgeblich beeinflusst.
Rochdale Village  war  nach Fertigstellung 1963 die größte Wohnungsbaugenossenschaft der Welt eröffnet und bot in 5.860 Wohnungen Platz für rund 25.000 Menschen. Das Projekt war ein bewusster Versuch, eine gemischtrassige Gemeinschaft zu schaffen, und zog zunächst viele weiße Familien an – etwa 80–90 % Weiße und 10–20 % Schwarze. Die günstigen Mieten waren für viele das Hauptargument, weniger ein ideologisches Bekenntnis zur Integration.
In den späten 1960er- und frühen 1970er-Jahren kam es jedoch zu einem raschen Wandel: Nach dem Lehrerstreik von 1968 und Problemen wie steigender Kriminalität und schlechter werdenden Schulen verließen immer mehr weiße Familien Rochdale Village. Die Integration scheiterte, und innerhalb weniger Jahre wurde die Bewohnerstruktur überwiegend afroamerikanisch.
In den 1980er-Jahren litt der Komplex unter Leerstand und Verfall, doch seit den 1990er-Jahren stabilisierte sich die Lage wieder. Rochdale Village entwickelte sich zu einer stabilen, überwiegend afroamerikanischen Mittelschichtgemeinde. Die Einwohnerzahl blieb dabei relativ konstant und lag 2025 bei etwa 23.771 Menschen.

## Demografie
Rochdale Village beherbergt etwa 25.000 Menschen (Stand 2025). Die Bewohnerstruktur wandelte sich von einer ursprünglich gemischten, aber überwiegend weißen Bevölkerung zu einer fast ausschließlich afroamerikanischen Community. Heute gilt Rochdale Village als Beispiel für eine stabile, afroamerikanische Mittelschicht und als Modell für genossenschaftliches Wohnen.

## Namensgebung
Der Name „Rochdale Village“ bezieht sich auf die englische Stadt Rochdale in Greater Manchester. Rochdale gilt als Geburtsort der internationalen Genossenschaftsbewegung. Die dort 1844 gegründete Rochdale Society of Equitable Pioneers entwickelte die sogenannten Rochdale-Prinzipien, die bis heute als Grundlage für Genossenschaften weltweit dienen.
Diese Prinzipien – darunter offene Mitgliedschaft, demokratische Kontrolle und politische Neutralität – prägten auch die Organisation von Rochdale Village.

## Infrastruktur
Rochdale Village verfügt über eine umfassende Infrastruktur, die das Viertel zu einer nahezu autarken Wohnsiedlung macht. Die Anlage besteht aus 20 Gebäuden, die in fünf Gruppen angeordnet sind und sich auf rund 120 Hektar erstrecken. Es gibt zwei Einkaufszentren mit verschiedenen Geschäften und Restaurants, die den Bewohnern zahlreiche Einkaufsmöglichkeiten bieten. Zusätzlich steht eine eigene Filiale der Queens Public Library zur Verfügung, die das kulturelle Angebot im Viertel ergänzt.
Für Freizeit und Erholung sorgen zahlreiche Grünflächen, Spielplätze und Sportanlagen, darunter der großzügige Rochdale Park mit Baseballfeldern, Tennisplätzen, Handballplätzen, einem Spielplatz, einem Erholungszentrum und weiteren Angeboten.
Das Viertel betreibt zudem ein eigenes 21-Megawatt-Kraftwerk, das unabhängig Strom, Heizung, Klimaanlage und Warmwasser für alle Gebäude und Einkaufszentren liefert.
Für die Sicherheit sorgt eine eigene Sicherheitsabteilung, ergänzt durch das 113. Polizeirevier der NYPD, das für Rochdale Village zuständig ist.
Im Bildungsbereich gibt es mehrere Schulen wie P.S. 354, P.S. 80, die Count Basie Junior High School 72, August Martin High School und CCS Montessori.
Der Long Island Rail Road-Bahnhof Locust Manor liegt direkt am Komplex, dazu kommen zahlreiche Buslinien wie Q3, Q5, Q85, Q111, Q113, Q114 und QM21, die Rochdale Village mit anderen Teilen von Queens und Manhattan verbinden.

## Kultur
Rochdale Village gilt vor allem als Symbol für afroamerikanische Mittelschicht und als Beispiel für städtische Integration auf. In lokalen Medien, auf Social Media und bei Veranstaltungen ist der Stadtteil regelmäßig präsent, beispielsweise über den Rochdale Bulletin auf Instagram, der das Gemeinschaftsleben und lokale Ereignisse dokumentiert.
Auch das Rochdale Village Community Center nutzt soziale Netzwerke, um kulturelle und soziale Aktivitäten zu bewerben, was die starke Gemeinschaft und den kulturellen Austausch im Viertel widerspiegelt.
Veranstaltungen wie Food Festivals, Märkte und Community-Events finden regelmäßig auf dem Gelände statt und werden über Plattformen wie Eventbrite und lokale Medien angekündigt. Diese Events sind Teil des kulturellen Lebens und stärken die Identität von Rochdale Village.
Zudem wird Rochdale Village in lokalen Nachrichten und Berichten oft als positives Beispiel für erfolgreiche Gemeinschaftsprojekte und als Symbol für die afroamerikanische Geschichte in New York hervorgehoben.

## Bedeutung
Rochdale Village steht heute als Symbol für die Herausforderungen und Chancen integrativer Stadtentwicklung und genossenschaftlichen Wohnens in den USA. Es ist ein Beispiel für die Geschichte der afroamerikanischen Mittelschicht in New York und die Umsetzung sozialer Wohnungsbauideen im 20. Jahrhundert.